# Сухорабовський сільський округ
Сухора́бовський сільський округ (каз. Сухорабов ауылдық округі, рос. Сухорабовский сельский округ) — адміністративна одиниця у складі району Шал-акина Північноказахстанської області Казахстану. Адміністративний центр — село Сухорабовка.
Населення — (2021; 1244 у 2009, 2122 у 1999, 2756 у 1989).
Станом на 1989 рік існували Ольгинська сільська рада (села Двойники, Ольгинка, Соколовка) та Сухорабовська сільська рада (села Неждановка, Сухорабовка). Пізніше село Двойники було передано до складу Афанасьєвського сільського округу, село Соколовка — до складу Кривощоковського сільського округу. 2018 року було ліквідовано село Неждановка.

## Склад
До складу округу входять такі населені пункти:
| Населений пункт   | Старі назви | Населення, осіб (1989) | Населення, осіб (1999) | Населення, осіб (2009) | Населення, осіб (2021) |
| ----------------- | ----------- | ---------------------- | ---------------------- | ---------------------- | ---------------------- |
| Неждановка, село  | -           | 333                    | 282                    | 77                     | -                      |
| Ольгинка, село    | -           | 1115                   | 764                    | 518                    | 266                    |
| Сухорабовка, село | -           | 1308                   | 1076                   | 649                    | 479                    |